# Eduardo Palomo
Eduardo Estrada Palomo  est un acteur et chanteur mexicain (né le 13 mai 1962 à Mexico - et mort le 6 novembre 2003, à Los Angeles, Californie). Il devient une figure au Mexique grâce à des feuilletons comme La Pícara Soñadora et, surtout, Corazón Salvaje, où il a donné vie à l'inoubliable "Juan del Diablo".
Il joue dans plus de 30 pièces de théâtre, à une vingtaine de projets télévisés et une quantité similaire pour le cinéma mexicain.
Le 6 novembre 2003, il dînait avec sa femme, Carina Ricco, et quelques amis dans un restaurant de Los Angeles, en Californie. Il a ri au milieu de la conversation, mais s'est arrêté à mi-chemin; Juste à ce moment-là, il meurt d'une crise cardiaque.
Il était membre de la scientologie.

## Filmographie
- 2003 : Un día sin mexicanos
- 2003 : El Misterio del Trinidad, de José Luis García Agraz
- 2002 : Cojones, de Ted Mendenhall
- 1999 : Tarzán, Voz. Disney
- 1999 : Crónica de un desayuno, de Benjamín Cann.
- 1993 : Las Mil y una aventuras del metro, de Antulio Jiménez Pons.
- 1993 : Corazón salvaje, de Maria Zarattìni, Roberto Hernàndez et José Rendòn R.
- 1991 : Gertrudis Bocanegra, de Ernesto Medina.
- 1991 : Mi querido Tom Mix, de Carlos García Agraz.
- 1991 : Bandidos, de Luis Estrada.
- 1990 : El Extensionista, de Rafael Pérez Gavilán.
- 1989 : Rojo Amanecer, de Jorge Fons.